# 6640 Фалорні
6640 Фалорні  (6640 Falorni) — астероїд головного поясу, відкритий 24 лютого 1990 року.
Тіссеранів параметр щодо Юпітера — 3,608.